# Byrrhinus boucardi
Byrrhinus boucardi är en skalbaggsart som beskrevs av Maurice Pic 1923. Byrrhinus boucardi ingår i släktet Byrrhinus och familjen lerstrandbaggar. Inga underarter finns listade i Catalogue of Life.